# Entomobryoidea
Entomobryoidea is een superfamilie van springstaarten en telt 2168 beschreven soorten.

## Taxonomie
- Familie Microfalculidae - Massoud & Betsch, 1966
- Familie Praentomobryidae - Christiansen, KA et Nascimbene, P, 2006:354
- Familie Entomobryidae - Schäffer, 1896
  - Onderfamilie Capbryinae - Soto-Adames FN, Barra J-A, Christiansen K & Jordana R, 2008:508
  - Onderfamilie Orchesellinae - Börner C, 1906:162, sensu Szeptycki A, 1979:115
  - Onderfamilie Entomobryinae - Schäffer, 1896, sensu Szeptycki A, 1979:115
  - Onderfamilie Lepidocyrtinae - Wahlgren E, 1906:67, sensu Szeptycki A, 1979:115
  - Onderfamilie Seirinae - Yosii R, 1961, sensu Szeptycki A, 1979:115
  - Onderfamilie Willowsiinae - Yoshii R & Suhardjono YR, 1989:35, sensu Janssens F, 2008
- Familie Paronellidae - Börner, 1913, sensu Soto-Adames FN et al., 2008:507 
  - Onderfamilie Paronellinae - Börner, 1913, sensu Soto-Adames FN et al., 2008:507 
  - Onderfamilie Cyphoderinae - Börner, 1913, sensu Soto-Adames FN et al., 2008:507
- Familie Oncobryidae - Christiansen, KA et Pike, E, 2002:167,-